# مفرش
مَفرَش یکی از صنایع دستی بافتنی است  که معمولاً به وسیله عشایر بافته می‌شود. بافت  و استفاده از مفرش در بین عشایر منطقه اردبیل و همچنین در میان قشقایی‌ها رواج دارد.
این دستبافته به شکل مکعب مستطیل و درب‌دار، شبیه به صندوق و چمدان بافته می‌شود و برای حمل و نقل لحاف و تشک، یا لوازم زندگی هنگام سفر یا کوچ عشایر به کار می‌رود. حمل آن بر پشت چهارپایان نیز بسیار آسان است.
پس از بافتن خود مفرش، نوارهای چرمی بر لبه‌های کار دوخته می‌شود و دسته‌های چرمی روی آن نصب می‌کنند. امروزه بافت آن با تکنیک بافت گلیم یا سوماک نیز ترکیب شده‌است و نقش‌های تزیینی آن گاه برجسته و الحاقی است.